# 田代哲哉
田代 哲哉（たしろ てつや、1985年7月4日 - ）は、日本の声優、俳優。福岡県出身。アミュレート所属。

## 人物
趣味としてゲームとチョコレート、特技として空手と夢の続きを見ることをそれぞれ挙げている。

## 出演

### テレビアニメ
2007年
- 鋼鉄三国志（兵士）

2014年
- ガイストクラッシャー（男）

2016年
- ナゾトキネ（山部港、上杉矢尚、リングアナ）

2017年
- アイドル事変（警官）
- CHAOS;CHILD（刑事B）
- カイトアンサ（上杉矢尚）
- Code:Realize 〜創世の姫君〜（兵士）

2018年
- LOST SONG（男、村人、王都兵、敵兵、観客 他）
- シュタインズ・ゲート ゼロ（隊員、覆面の男たち、店員、管理局兵士）

2019年
- B-PROJECT〜絶頂*エモーション〜（丸山、HKDテレビP）

2020年
- 異常生物見聞録（狼A、狼2）
- 100万の命の上に俺は立っている（盗賊）

2022年
- サマータイムレンダ（島民）

### 劇場アニメ
- 劇場版 そらのおとしもの 時計じかけの哀女神（2011年）
- 劇場版 PSYCHO-PASS サイコパス（2015年）
- プリンセス・プリンシパル Crown Handler 第1章（2021年、刑事）

### Webアニメ
- 異世界居酒屋〜古都アイテーリアの居酒屋のぶ〜（2018年、マルコ、ゴロツキ）
- ノクターンブギ（2020年、語り部[3]）

### ゲーム
2011年
- オメルタ 〜沈黙の掟〜
- DUNAMIS15　※PS3・Xbox 360
- ビヨンド ザ フューチャー フィックス ザ タイム アロー

2012年
- ACE COMBAT 3D CROSS RUMBLE
- DUNAMIS15　※PSP
- ダイヤの国のアリス 〜Wonderful Wonder World〜

2013年
- デート・ア・ライブ 凜祢ユートピア

2015年
- 超次元大戦 ネプテューヌVSセガ・ハード・ガールズ 夢の合体スペシャル

2017年
- 四女神オンライン CYBER DIMENSION NEPTUNE（ソリッズ）

2024年
- ファミコン探偵倶楽部 笑み男

### ドラマCD
- めいこい音声劇場「明治東亰恋逢」
- 「東方妖遊記-少年王と第一の盟約-」

### 吹き替え
- アフターパーティー
- ビーキーパー（2025年、ボヨルケス[4]）

### 舞台
- 「カンタレラ2012〜裏切りの毒薬〜」
- 「マグダラなマリア〜マリアさんのMad(Apple)Tea Party〜」
- 「マグダラなマリア〜マリアさんは二度くらい死ぬ!オリエンタルサンシャイン急行殺人事件〜」
- 「マグダラなマリア〜マリアさんの夢は夜とかに開く!魔愚堕裸屋、ついに開店!」
- 「マグダラなマリア〜マリアさんのMad Tea Party Reprise!〜」
- 「マグダラなマリア〜魔愚堕裸屋・恋のカラ騒ぎ〜」
- 「おん・すてーじ『真夜中の弥次さん喜多さん』」 - 添乗員 役
- 「おん・すてーじ『真夜中の弥次さん喜多さん』双」 - 添乗員 役
- 「おん・すてーじ『真夜中の弥次さん喜多さん』三重」 - 添乗員 役
- 「舞台 モブサイコ100」 - 猿田尻彦 役
- 「舞台 モブサイコ100〜裏対裏〜」 - 猿田尻彦 役
- 「舞台 モブサイコ100〜激突!爪第7支部〜」 - 白鳥海斗 役
- 劇団アルターエゴ公演
  - 「…moment…/友達/鞄・時の崖」
  - 「僕のロミオ・僕のジュリエット」
  - 「不思議の国のカーニバル」
  - 「リア-LEAR-」

### その他
- イベント「live5pb.2011 乙女カーニバル」
- ナレーション ラジオCM「アニメロミックス Dear Girl」
- CMナレーション「ミュージカル・テニスの王子様 The Inperial presence 氷帝feat.比嘉」
- 動画配信 MC「ミュージカル『薄桜鬼 真改』相馬主計 篇 開幕直前スペシャル」